# Bruno Magras
Bruno Magras (ur. 9 września 1951 w Flamands) – polityk, pierwszy prezydent Rady Terytorialnej (szef rządu) Saint-Barthélemy od 15 lipca 2007.
W wyniku pierwszych wyborów do Rady Terytorialnej 1 lipca 2007 16 z 19 głosów zdobyła lista Pop pierwsze Saint-Barth (Saint-Barth d'abord), a jej lider Bruno Magras został prezydentem rady. Wcześniej Magras sprawował funkcję burmistrza wyspy od czerwca 1995 do lipca 2007. 